# Perdita eriastri
Perdita eriastri är en biart som beskrevs av Timberlake 1964. Perdita eriastri ingår i släktet Perdita och familjen grävbin. Inga underarter finns listade i Catalogue of Life.